# Antony Rizzi

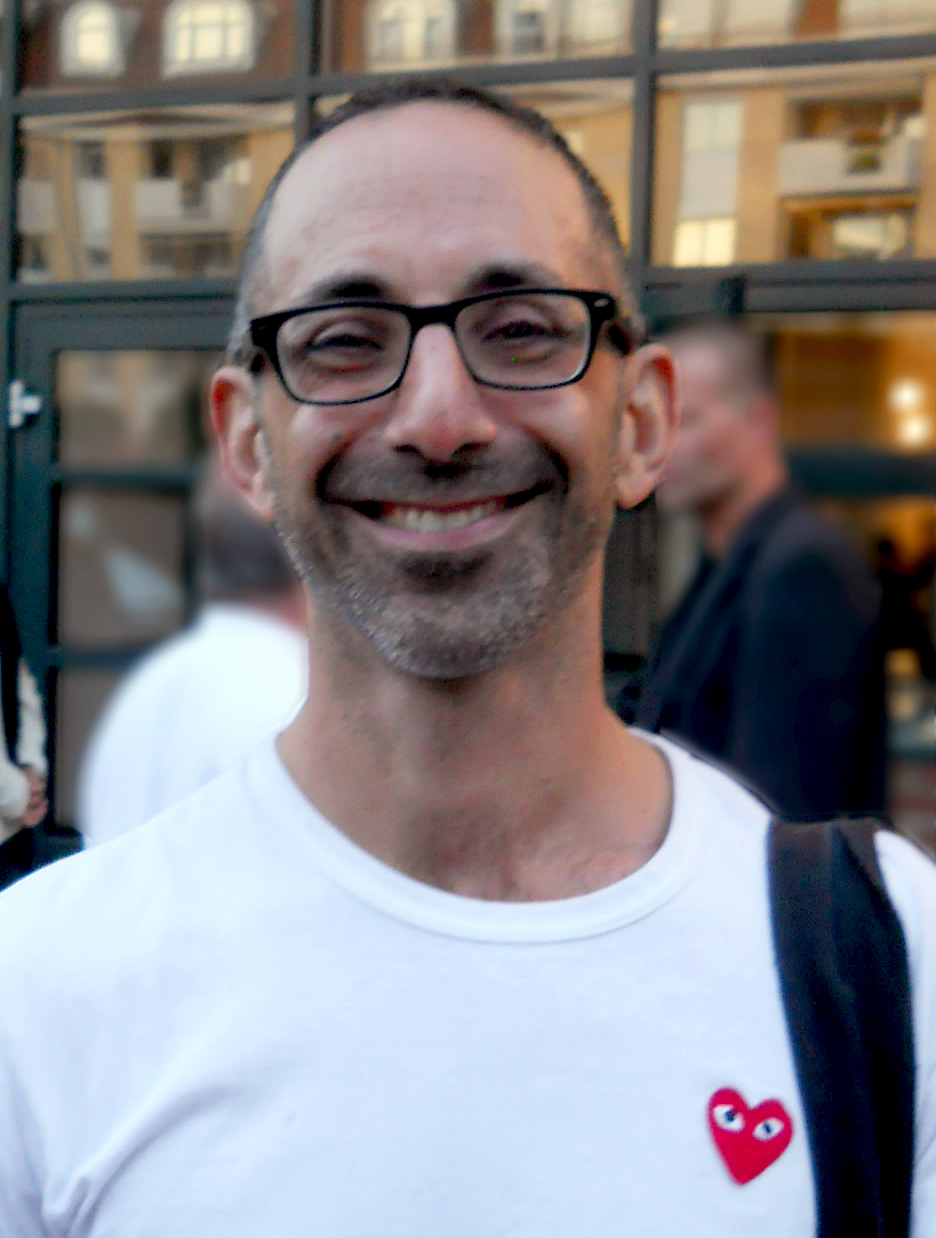
Antony Rizzi vor dem Künstlerhaus Mousonturm, 2012

Antony Rizzi (* 1965 in Dedham, Massachusetts) ist ein amerikanischer Balletttänzer und Choreograf. Er produziert Tanzstücke, Stücke mit gesprochenem Text, Filme und Ausstellungen.

## Leben
Rizzi studierte von 1980 bis 1985 an der Boston School of Ballet bei Bruce Wells, Virginia Williams, Viollette Verdy und Richard Dickenson und tanzte für das Boston Ballet. Er arbeitet seither als Tänzer, Choreograf, Schauspieler, bildender Künstler, Radio-DJ, Filmemacher und Model. 1985 wurde Rizzi an das Ballett Frankfurt engagiert, wo er hauptsächlich mit William Forsythe als Haupttänzer und Assistent arbeitete. Daneben choreografierte er für das Boston Ballet, das Scapino Ballet, Rotterdam (Nothing Original), das Ballett Frankfurt (My Ant Farm und Geek at the end of the table) und das Bayrische Staatsballett in München (Just Die/For a body of work).
Als Schauspieler hat Rizzi für Jan Fabre (Da un altra facio del tempo und Glowing Icons) gearbeitet. Für Jan Lauwers hat er in DeadDogsDontDance die Rolle von James Joyce gespielt und Oper „LIFE“ von Ryuichi Sakamoto choreografiert. In Workshops und Trainingsseminaren unter anderem an der Hochschule für Musik und Darstellende Kunst Frankfurt am Main, in The Place in London, an der Lund Universität in Schweden und in Tokyo vermittelte er eigene und William Forsythes Techniken.
Im Februar 2000 wurde sein Stück Snowman Sinking im Künstlerhaus Mousonturm uraufgeführt. Seit 2006 beschäftigt er sich hauptsächlich mit eigenen Arbeiten für seine Antony Rizzi's Moving Production, die vom Mousonturm in Frankfurt am Main produziert werden. 2011 war im Mousonturm seine Performance She Was Just Somewhere Else zu sehe n. Im Jahre 2012 schuf Rizzi sein autobiografisches Stück Drugs Kept Me Alive für das Kulturprogramm der Kulturhauptstadt Europas 2012 in Maribor in Slowenien. Das Solostück wurde im März 2013 im Künstlerhaus Mousonturm von Rizzi erneut aufgeführt.
Rizzi lebt und arbeitet in Frankfurt am Main.